# セス・シノヴィッチ
セス・シノヴィッチ（Seth Sinovic、1987年1月28日 - ）は、アメリカ合衆国の元プロサッカー選手。現役時代のポジションはDF。

## クラブ経歴
2010年のMLSスーパードラフトで、2巡目(全体25人目)にニューイングランド・レボリューションに指名された。3月27日、シーズン開幕戦のロサンゼルス・ギャラクシー戦でプロデビュー。リーグ戦20試合に出場したものの、わずか1年後の2011年3月にウェイバー公示にかけられた。
ニューイングランド・レボリューションを退団してからは4月にレアル・ソルトレイクのトライアルを受けたが、契約には至らなかった。その後、5月10日にスポルティング・カンザスシティと契約を結んだ。
2011年のエクスパンションドラフトでモントリオール・インパクトに指名されたが、わずか5日後にデイヴィー・アルノーとのトレードでスポルティング・カンザスシティに復帰した。
2019年12月、古巣ニューイングランド・レボリューションに再加入することが発表された。
2021年9月23日、現役引退を表明した。

## 人物
クロアチア系の両親のもと、ミズーリ州カンザスシティで生まれ、カンザス州ジョンソン郡リーウッドで育った。

## タイトル

### クラブ
スポルティング・カンザスシティ
- USオープンカップ: 2012, 2015, 2017
- MLSカップ: 2013